# Giovanni Battista Yi Kwang-nyol
Kwang-nyol Ioannes B. Yi (이광렬 요한?; 1795 – Seul, 20 luglio 1839) è stato un presbitero coreano, martire, proclamato santo da papa Giovanni Paolo II nel 1984.

## Biografia
Giovanni Battista abbracciò il cattolicesimo romano con il fratello maggiore Agostino quando aveva 28 anni. Il suo fervore attirò l'attenzione dei catechisti, che lo mandarono a Pechino. I sacerdoti della capitale gli conferirono il battesimo e gli altri sacramenti. Giovanni Battista, dopo il suo ritorno, decise di condurre una vita di celibato. La sua vita spirituale era così eccezionale che tutti lo ammiravano.
Fu arrestato l'8 aprile 1839 e venne picchiato con dei bastoni. Era consuetudine che per ogni interrogazione un criminale dovesse essere colpito con il bastone 30 volte fino a che il bastone non fosse rotto. Kwang-nyol (Giovanni Battista) avrebbe dovuto essere ucciso con il fratello Kwang-hon (Agostino), ma secondo la legge coreana due fratelli non potevano essere uccisi lo stesso giorno. Così Agostino fu ucciso prima e Giovanni Battista dovette attendere in carcere. Torturato, venne infine decapitato con un'ascia il 20 luglio 1839, con altri sette cattolici. 

## Culto
Secondo il Martirologio Romano, il giorno dedicato al santo è il 20 luglio:
(Martirologio Romano)
Giovanni Battista Yi Kwang-nyol venne beatificato il 5 luglio 1925 da Papa Pio XI e canonizzato il 6 maggio 1984 da Giovanni Paolo II nel gruppo di 103 martiri coreani. La sua festa è 20 luglio, ed è anche venerato insieme al resto dei martiri coreani il 20 settembre.